# 雲中護軍
雲中護軍，十六国时期官名。
前秦苻坚甘露元年（359年），设置雲中護軍，以丞相司马贾雍为雲中護軍，戍守云中之南，属于雍州。太安元年（385年），後秦夺得前秦的雍州，废除雲中护军。